# Grand Prix de Lillers-Souvenir Bruno Comini 2017
La 52e édition du Grand Prix de Lillers-Souvenir Bruno Comini aura lieu le 5 mars 2017. La course fait partie du calendrier UCI Europe Tour 2017 en catégorie 1.2.

## Équipes
Classé en catégorie 1.2 de l'UCI Europe Tour, le Grand Prix de Lillers-Souvenir Bruno Comini est par conséquent ouvert aux équipes continentales professionnelles françaises ainsi qu'un maximum de deux étrangères, aux équipes continentales, aux équipes nationales et aux équipes régionales et de clubs.
Vingt équipes participent à ce Grand Prix de Lillers-Souvenir Bruno Comini - trois équipe continentale professionnelle, douze équipes continentales et cinq équipes régionales et de clubs :
| Équipes continentales professionnelles (3)- Direct Énergie - Sport Vlaanderen-Baloise - WB-Veranclassic-Aqua Protect Équipes continentales (12)- AGO-Aqua Service - Armée de terre - Coop - Euskadi Basque Country-Murias - HP BTP-Auber 93 - Joker Icopal - Leopard - Lotto-Kern-Haus - Roubaix Lille Métropole - SEG Racing Academy - T.Palm-Pôle Continental Wallon - Wiggins Équipes régionales et de clubs (5)- CC Nogent-sur-Oise - CC Villeneuve Saint-Germain - Dunkerque Littoral Cyclisme - Lotto-Soudal U23 - VC Rouen 76 |
| |

## Classements

### Classement final
| \| Classement général \| Classement général \| Classement général \| Classement général \| Classement général \| \| Coureur \| Coureur \| Pays \| Équipe \| Temps \| \| ------------------ \| -------------------- \| ------------------ \| ---------------------------- \| ------------------ \| \| 1er \| Thomas Boudat \| France \| Direct Énergie \| 4 h 27 min 20 s \| \| 2e \| Yannis Yssaad \| France \| Armée de terre \| + 0 s \| \| 3e \| Justin Jules \| France \| WB-Veranclassic-Aqua Protect \| + 0 s \| \| 4e \| Emiel Vermeulen \| Belgique \| Roubaix Lille Métropole \| + 0 s \| \| 5e \| Kristoffer Skjerping \| Norvège \| Joker Icopal \| + 0 s \| \| 6e \| Christophe Noppe \| Belgique \| Sport Vlaanderen-Baloise \| + 0 s \| \| 7e \| Anthony Maldonado \| France \| HP BTP-Auber 93 \| + 0 s \| \| 8e \| Gabriel Cullaigh \| Royaume-Uni \| SEG Racing Academy \| + 0 s \| \| 9e \| August Jensen \| Norvège \| Team Coop \| + 0 s \| \| 10e \| Antoine Warnier \| Belgique \| WB-Veranclassic-Aqua Protect \| + 0 s \| |                      |             |                              |                 |
| |                      |             |                              |                 |
| Sources : ProCyclingStats Cycling Archives |                      |             |                              |                 |
| Classement général |                      |             |                              |                 |
| Coureur | Coureur              | Pays        | Équipe                       | Temps           |
| 1er | Thomas Boudat        | France      | Direct Énergie               | 4 h 27 min 20 s |
| 2e | Yannis Yssaad        | France      | Armée de terre               | + 0 s           |
| 3e | Justin Jules         | France      | WB-Veranclassic-Aqua Protect | + 0 s           |
| 4e | Emiel Vermeulen      | Belgique    | Roubaix Lille Métropole      | + 0 s           |
| 5e | Kristoffer Skjerping | Norvège     | Joker Icopal                 | + 0 s           |
| 6e | Christophe Noppe     | Belgique    | Sport Vlaanderen-Baloise     | + 0 s           |
| 7e | Anthony Maldonado    | France      | HP BTP-Auber 93              | + 0 s           |
| 8e | Gabriel Cullaigh     | Royaume-Uni | SEG Racing Academy           | + 0 s           |
| 9e | August Jensen        | Norvège     | Team Coop                    | + 0 s           |
| 10e | Antoine Warnier      | Belgique    | WB-Veranclassic-Aqua Protect | + 0 s           |

### Classements annexes
| Classement des monts | Classement des sprints |

| Classement du combiné | Classement du meilleur coureur d'équipe des Hauts-de-France |

| Classement par équipes |

### UCI Europe Tour
Ce Grand Prix de Lillers-Souvenir Bruno Comini attribue des points pour l'UCI Europe Tour 2017, par équipes seulement aux coureurs des équipes continentales professionnelles et continentales, individuellement à tous les coureurs sauf ceux faisant partie d'une équipe ayant un label WorldTeam.
| Position,          | 1er | 2e | 3e | 4e | 5e | 6e | 7e | 8e à 10e |
| Classement général | 40  | 30 | 25 | 20 | 15 | 10 | 5  | 3        |

## Liste des participants
| Légende | Légende                                                                                   | Légende | Légende                                                    |
| ------- | ----------------------------------------------------------------------------------------- | ------- | ---------------------------------------------------------- |
| Num     | Dossard de départ porté par le coureur sur ce Grand Prix de Lillers-Souvenir Bruno Comini | Pos     | Position à l'arrivée de la course                          |
|         | Indique un maillot de champion national ou mondial, suivi de sa spécialité                | NP      | Indique un coureur qui n'a pas pris le départ de la course |
| AB      | Indique un coureur qui n'a pas terminé la course                                          | HD      | Indique un coureur qui a terminé la course hors des délais |

| Sport Vlaanderen-Baloise SVB | Sport Vlaanderen-Baloise SVB | Sport Vlaanderen-Baloise SVB |
| ---------------------------- | ---------------------------- | ---------------------------- |
| Num                          | Coureur                      | Pos                          |
| 1                            | Stijn Steels (BEL)           | 57e                          |
| 2                            | Piet Allegaert (BEL)         | 11e                          |
| 3                            | Aimé De Gendt (BEL)          | 30e                          |
| 4                            | Christophe Noppe (BEL)       | 6e                           |
| 5                            | Benjamin Declercq (BEL)      | 31e                          |
| 6                            | Jarl Salomein (BEL)          | 20e                          |
| 7                            | Dries Van Gestel (BEL)       | 16e                          |
| 8                            | Kenneth Van Rooy (BEL)       | 14e                          |
| Directeur sportif :          |                              |                              |

| VC Rouen 76         | VC Rouen 76             | VC Rouen 76 |
| ------------------- | ----------------------- | ----------- |
| Num                 | Coureur                 | Pos         |
| 11                  | Adrien Carpentier (FRA) | AB          |
| 12                  | Alexis Guérin (FRA)     | 42e         |
| 13                  | Silver Mäoma (EST)      | AB          |
| 14                  | Oskar Nisu (EST)        | AB          |
| 15                  | Christopher Piry (FRA)  | AB          |
| 16                  | Risto Raid (EST)        | AB          |
| 17                  | Melvin Rullière (FRA)   | AB          |
| 18                  | Jean-Lou Watrelot (FRA) | AB          |
| Directeur sportif : |                         |             |

| Direct Énergie DEN  | Direct Énergie DEN      | Direct Énergie DEN |
| ------------------- | ----------------------- | ------------------ |
| Num                 | Coureur                 | Pos                |
| 21                  | Ryan Anderson (CAN)     | 39e                |
| 22                  | Thomas Boudat (FRA)     | 1er                |
| 23                  | Romain Cardis (FRA)     | 19e                |
| 24                  | Jérémy Cornu (FRA)      | 55e                |
| 25                  | Fabien Grellier (FRA)   | 37e                |
| 26                  | Romain Guillemois (FRA) | 61e                |
| 27                  | Paul Ourselin (FRA)     | 49e                |
| 28                  |                         |                    |
| Directeur sportif : |                         |                    |

| WB-Veranclassic-Aqua Protect WVB | WB-Veranclassic-Aqua Protect WVB | WB-Veranclassic-Aqua Protect WVB |
| -------------------------------- | -------------------------------- | -------------------------------- |
| Num                              | Coureur                          | Pos                              |
| 31                               | Justin Jules (FRA)               | 3e                               |
| 32                               | Sébastien Delfosse (BEL)         | AB                               |
| 33                               | Thomas Deruette (BEL)            | AB                               |
| 34                               | Grégory Habeaux (BEL)            | AB                               |
| 35                               | Christophe Masson (FRA)          | 63e                              |
| 36                               | Ludovic Robeet (BEL)             | 51e                              |
| 37                               | Antoine Warnier (BEL)            | 10e                              |
| 38                               |                                  |                                  |
| Directeur sportif :              |                                  |                                  |

| Lotto-Kern-Haus LKH | Lotto-Kern-Haus LKH       | Lotto-Kern-Haus LKH |
| ------------------- | ------------------------- | ------------------- |
| Num                 | Coureur                   | Pos                 |
| 41                  | Julian Braun (GER)        | AB                  |
| 42                  | Frederik Einhaus (GER)    | AB                  |
| 43                  | Tobias Knaup (GER)        | AB                  |
| 44                  | Robert Retschke (GER)     | AB                  |
| 45                  | Jonas Rutsch (GER)        | AB                  |
| 46                  | Joshua Stritzinger (GER)  | AB                  |
| 47                  | Luc Turchi (LUX)          | AB                  |
| 48                  | Richard Weinzheimer (GER) | 73e                 |
| Directeur sportif : |                           |                     |

| Euskadi Basque Country-Murias EUS | Euskadi Basque Country-Murias EUS | Euskadi Basque Country-Murias EUS |
| --------------------------------- | --------------------------------- | --------------------------------- |
| Num                               | Coureur                           | Pos                               |
| 51                                | Julen Irizar (ESP)                | 13e                               |
| 52                                | Mikel Iturria (ESP)               | AB                                |
| 53                                | Aitor González Prieto (ESP)       | AB                                |
| 54                                | Adrián González (ESP)             | 69e                               |
| 55                                | Mikel Bizkarra (ESP)              | 75e                               |
| 56                                | Pello Olaberria (ESP)             | AB                                |
| 57                                | Gotzon Udondo (ESP)               | 52e                               |
| 58                                | Ander Barrenetxea (ESP)           | AB                                |
| Directeur sportif :               |                                   |                                   |

| Armée de Terre ADT  | Armée de Terre ADT      | Armée de Terre ADT |
| ------------------- | ----------------------- | ------------------ |
| Num                 | Coureur                 | Pos                |
| 61                  | Fabien Canal (FRA)      | 38e                |
| 62                  | Morgan Kneisky (FRA)    | AB                 |
| 63                  | Jordan Levasseur (FRA)  | AB                 |
| 64                  | Julien Loubet (FRA)     | AB                 |
| 65                  | Stéphane Poulhiès (FRA) | 70e                |
| 66                  | Benjamin Thomas (FRA)   | 60e                |
| 67                  |                         |                    |
| 68                  | Yannis Yssaad (FRA)     | 2e                 |
| Directeur sportif : |                         |                    |

| HP BTP-Auber 93 AUB | HP BTP-Auber 93 AUB     | HP BTP-Auber 93 AUB |
| ------------------- | ----------------------- | ------------------- |
| Num                 | Coureur                 | Pos                 |
| 71                  | Nicolas Baldo (FRA)     | 54e                 |
| 72                  | Jérémy Bescond (FRA)    | 34e                 |
| 73                  | Pierre Gouault (FRA)    | 29e                 |
| 74                  | Romain Feillu (FRA)     | AB                  |
| 75                  | Kévin Le Cunff (FRA)    | 18e                 |
| 76                  | Anthony Maldonado (FRA) | 7e                  |
| 77                  |                         |                     |
| 78                  | Damien Touzé (FRA)      | 17e                 |
| Directeur sportif : |                         |                     |

| Roubaix Lille Métropole RLM | Roubaix Lille Métropole RLM | Roubaix Lille Métropole RLM |
| --------------------------- | --------------------------- | --------------------------- |
| Num                         | Coureur                     | Pos                         |
| 81                          | Julien Antomarchi (FRA)     | AB                          |
| 82                          |                             |                             |
| 83                          | Joeri Calleeuw (BEL)        | 23e                         |
| 84                          | Jérémy Lecroq (FRA)         | 64e                         |
| 85                          | Jérémy Leveau (FRA)         | 62e                         |
| 86                          | Félix Pouilly (FRA)         | 43e                         |
| 87                          | Lander Seynaeve (BEL)       | 77e                         |
| 88                          | Emiel Vermeulen (BEL)       | 4e                          |
| Directeur sportif :         |                             |                             |

| Wiggins WGN         | Wiggins WGN                | Wiggins WGN |
| ------------------- | -------------------------- | ----------- |
| Num                 | Coureur                    | Pos         |
| 91                  | Marc Hester (DEN)          | AB          |
| 92                  | Rhys Howells (GBR)         | AB          |
| 93                  | Samuel Harrison (GBR)      | 41e         |
| 94                  | Robert Scott (GBR)         | AB          |
| 95                  | Leonardo Fedrigo (ITA)     | AB          |
| 96                  | Corentin Ermenault (FRA)   | 24e         |
| 97                  | Dylan Kerfoot-Robson (GBR) | AB          |
| 98                  | Joey Walker (GBR)          | AB          |
| Directeur sportif : |                            |             |

| SEG Racing Academy SEG | SEG Racing Academy SEG   | SEG Racing Academy SEG |
| ---------------------- | ------------------------ | ---------------------- |
| Num                    | Coureur                  | Pos                    |
| 101                    |                          |                        |
| 102                    | Jan Maas (NED)           | 48e                    |
| 103                    | Hartthijs de Vries (NED) | 33e                    |
| 104                    | Gabriel Cullaigh (GBR)   | 8e                     |
| 105                    |                          |                        |
| 106                    | Lucas Eriksson (SWE)     | 32e                    |
| 107                    | Stephen Williams (GBR)   | 35e                    |
| 108                    |                          |                        |
| Directeur sportif :    |                          |                        |

| Leopard LPC         | Leopard LPC              | Leopard LPC |
| ------------------- | ------------------------ | ----------- |
| Num                 | Coureur                  | Pos         |
| 111                 | Pit Leyder (LUX)         | 12e         |
| 112                 | John Mandrysch (GER)     | AB          |
| 113                 | Gaëtan Pons (LUX)        | 36e         |
| 114                 | Charlie Quarterman (GBR) | 76e         |
| 115                 | Jens Reynders (BEL)      | AB          |
| 116                 | Pit Schlechter (LUX)     | AB          |
| 117                 | Laurent Vanden Bak (BEL) | AB          |
| 118                 |                          |             |
| Directeur sportif : |                          |             |

| Joker Icopal TJO    | Joker Icopal TJO           | Joker Icopal TJO |
| ------------------- | -------------------------- | ---------------- |
| Num                 | Coureur                    | Pos              |
| 121                 | Kristoffer Halvorsen (NOR) | AB               |
| 122                 | Vegard Breen (NOR)         | 27e              |
| 123                 | Iver Knotten (NOR)         | AB               |
| 124                 | Bjørn Tore Hoem (NOR)      | 72e              |
| 125                 | Kristoffer Skjerping (NOR) | 5e               |
| 126                 | Carl Fredrik Hagen (NOR)   | AB               |
| 127                 | Anders Skaarseth (NOR)     | 47e              |
| 128                 | Markus Hoelgaard (NOR)     | 21e              |
| Directeur sportif : |                            |                  |

| Dunkerque Littoral Cyclisme | Dunkerque Littoral Cyclisme | Dunkerque Littoral Cyclisme |
| --------------------------- | --------------------------- | --------------------------- |
| Num                         | Coureur                     | Pos                         |
| 131                         | Quentin Bernard (FRA)       | AB                          |
| 132                         | Florian Deriaux (FRA)       | 45e                         |
| 133                         | Tom Garcia (FRA)            | AB                          |
| 134                         | Raphaël Garez (FRA)         | 59e                         |
| 135                         | Pierre Hubau (FRA)          | AB                          |
| 136                         | Antoine Leleu (BEL)         | 71e                         |
| 137                         | Nicolas Moncomble (FRA)     | AB                          |
| 138                         |                             |                             |
| Directeur sportif :         |                             |                             |

| Coop TCO            | Coop TCO                  | Coop TCO |
| ------------------- | ------------------------- | -------- |
| Num                 | Coureur                   | Pos      |
| 141                 | Ole Andre Austevoll (NOR) | 26e      |
| 142                 | Erlend Blikra (NOR)       | AB       |
| 143                 | Even Rege (NOR)           | AB       |
| 144                 |                           |          |
| 145                 | Krister Hagen (NOR)       | 65e      |
| 146                 | August Jensen (NOR)       | 9e       |
| 147                 | Øivind Lukkedal (NOR)     | AB       |
| 148                 | Philip Lindau (SWE)       | 66e      |
| Directeur sportif : |                           |          |

| T.Palm-Pôle Continental Wallon PCW | T.Palm-Pôle Continental Wallon PCW | T.Palm-Pôle Continental Wallon PCW |
| ---------------------------------- | ---------------------------------- | ---------------------------------- |
| Num                                | Coureur                            | Pos                                |
| 151                                | Auxence Buntinx (BEL)              | AB                                 |
| 152                                | Merlijn Decoster (BEL)             | AB                                 |
| 153                                | Antoine Didier (BEL)               | 46e                                |
| 154                                | Guillaume Haag (BEL)               | AB                                 |
| 155                                |                                    |                                    |
| 156                                | Guillaume Delvaux (BEL)            | 74e                                |
| 157                                |                                    |                                    |
| 158                                | Maxime Vekeman (BEL)               | AB                                 |
| Directeur sportif :                |                                    |                                    |

| AGO-Aqua Service AAS | AGO-Aqua Service AAS  | AGO-Aqua Service AAS |
| -------------------- | --------------------- | -------------------- |
| Num                  | Coureur               | Pos                  |
| 161                  | Anthony Debuy (BEL)   | 22e                  |
| 162                  | Kenny Molly (BEL)     | 25e                  |
| 163                  | Julien Mortier (BEL)  | 15e                  |
| 164                  | Pierre Goebeert (BEL) | 28e                  |
| 165                  | Martin Palm (BEL)     | 44e                  |
| 166                  | Thomas Petit (BEL)    | AB                   |
| 167                  | Yann Pestiaux (BEL)   | AB                   |
| 168                  | Marvin Tasset (BEL)   | 67e                  |
| Directeur sportif :  |                       |                      |

| CC Nogent-sur-Oise               | CC Nogent-sur-Oise         | CC Nogent-sur-Oise |
| -------------------------------- | -------------------------- | ------------------ |
| Num                              | Coureur                    | Pos                |
| 171                              | Romain Bacon (FRA)         | 78e                |
| 172                              | Nicolas Garbet (FRA)       | AB                 |
| 173                              | Vincent Ginelli (FRA)      | AB                 |
| 174                              | Kévin Lalouette (FRA)      | AB                 |
| 175                              | Samuel Leroux (FRA)        | 79e                |
| 176                              | Dany Maffeïs (FRA)         | AB                 |
| 177                              | Clément Penven (FRA)       | 56e                |
| 178                              | Julien Van Haverbeke (FRA) | AB                 |
| Directeur sportif : Arnaud Molmy |                            |                    |

| Lotto-Soudal U23    | Lotto-Soudal U23         | Lotto-Soudal U23 |
| ------------------- | ------------------------ | ---------------- |
| Num                 | Coureur                  | Pos              |
| 181                 | Ruben Apers (BEL)        | 40e              |
| 182                 | Jonas Castrique (BEL)    | AB               |
| 183                 | Alfdan De Decker (BEL)   | AB               |
| 184                 | Stan Dewulf (BEL)        | 53e              |
| 185                 | Bra Van Renterghem (BEL) | AB               |
| 186                 | Harm Vanhoucke (BEL)     | AB               |
| 187                 | Robbe De Buyck (BEL)     | 58e              |
| 188                 | Aaron Verwilst (BEL)     | 50e              |
| Directeur sportif : |                          |                  |

| CC Villeneuve Saint-Germain       | CC Villeneuve Saint-Germain | CC Villeneuve Saint-Germain |
| --------------------------------- | --------------------------- | --------------------------- |
| Num                               | Coureur                     | Pos                         |
| 191                               | Peeter Pung (EST)           | AB                          |
| 192                               | Nicolas Legras (FRA)        | AB                          |
| 193                               | Anthony Kuentz (FRA)        | AB                          |
| 194                               | Gwennaël Tallonneau (FRA)   | AB                          |
| 195                               | Quentin Tanis (FRA)         | 68e                         |
| 196                               | Valentin Richard (FRA)      | AB                          |
| 197                               | Joni Kanerva (FIN)          | AB                          |
| 198                               | Grégoire Somogyi (FRA)      | AB                          |
| Directeur sportif : David Pagnier |                             |                             |